# 데르베니 파피루스

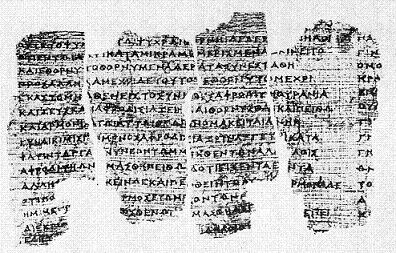
데르베니 파피루스의 일부 조각

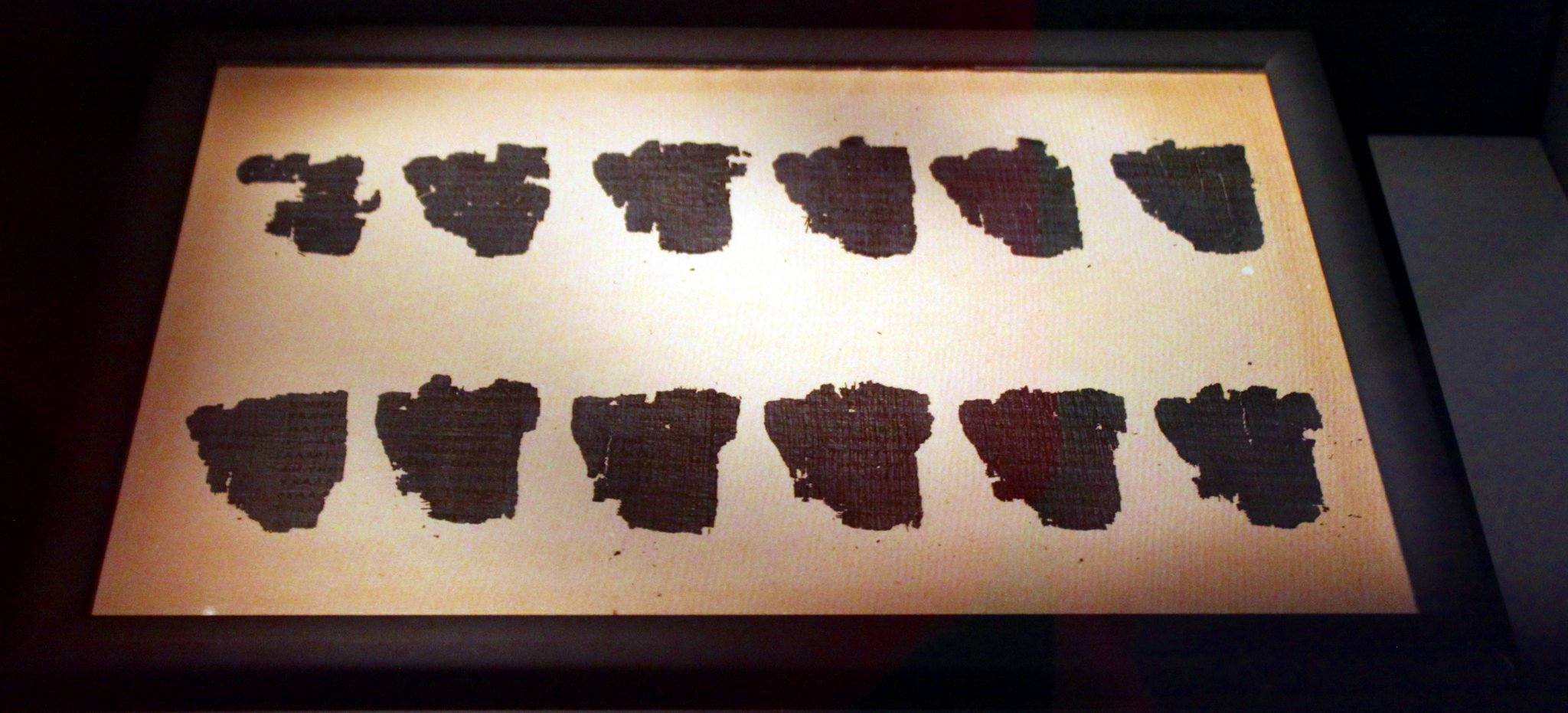
데르베니 파피루스, 테살로니키 고고학 박물관.

데르베니 파피루스(Derveni papyrus)는 1962년 발견된 고대 그리스의 파피루스 두루마리이다. 신들의 탄생과 관련된 신통기인 오르페우스의 시에 우화적인 주석이 달린 철학적 논문으로, 철학자 아낙사고라스의 집단 내에서 기원전 5세기 말에 만들어져, "르네상스 이후 새로이 알려진 그리스 철학과 종교에 관한 증거의 가장 중요한 조각"이 되었다(Janko 2005). 유럽에서 현존하는 가장 오래된 필사본으로, 기원전 340년경 필리포스 2세 치세동안 쓰여진 것으로 추정된다.

## 발견
두루마리는 1962년 1월 15일 테살로니키에서 카발라까지의 길에 위치한 그리스 북부 마케도니아의 데르베니의 한 장소에서 발견되었다. 이 장소는 고대 도시 레테의 상류층 공동묘지 일부인 네크로폴리스의 귀족 무덤이다. 데르베니 파피루스는 서양 역사상 현존하는 가장 오래된 필사본이며, 그리스에서 발견된 가장 오래된 문학 파피루스일 것으로 보인다. 고고학자들은 타버린 파피루스 두루마리의 윗 부분을 무덤 석판 꼭대기의 재로 복원하였고, 아랫 부분은 화장용 장작더미로에서 불탔기 때문에, 모든 파편을 하나로 합쳐서 26행의 원문을 재구성했다. 두루마리는 축축한 그리스 토양에서도 썩지 않고 보존될 수 있었는데, 귀족의 화장으로 인해 탄화(건조)되었기 때문이다. 파피루스는 테살로니키 고고학 박물관이 소장하고 있다.